# 台城乡
台城乡，是中华人民共和国河北省邯郸市邯山区下辖的乡镇级行政单位。

## 行政区划
台城乡下辖以下地区：
台城村、东城基村、中城基村、西城基村、东郝村、中郝村、西郝村、河北村、赵拔庄村、车角村、林峰村、严庄村、白村、东贺兰村和西贺兰村。